# Christoph Stiefel
Christoph Stiefel (* 29. Juli 1961 in Zürich) ist ein Schweizer Jazz-Pianist, Keyboarder, Komponist, Arrangeur, Produzent und Bandleader.

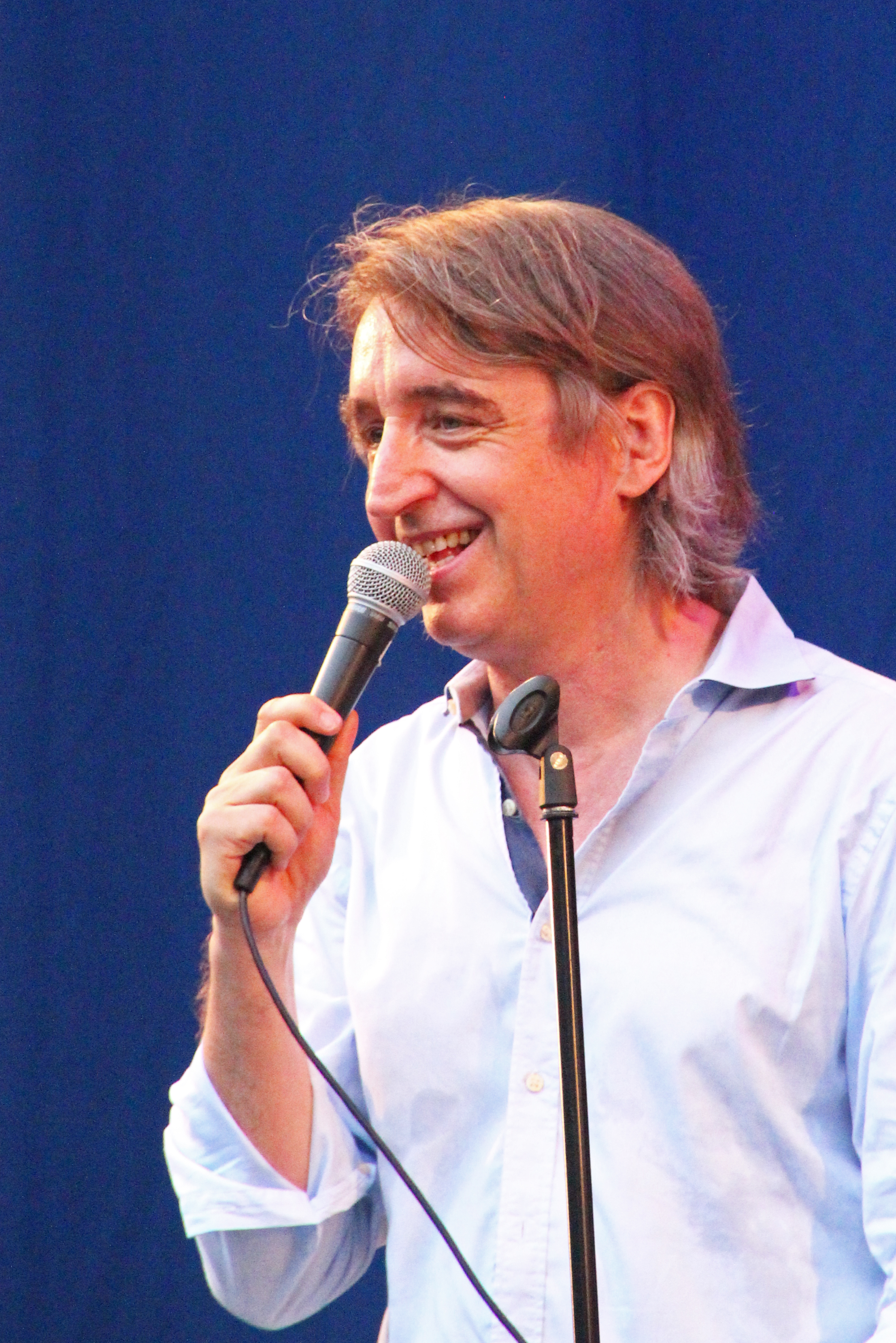
Christoph Stiefel 2017 bei Jazz im Palmengarten in Frankfurt

## Leben und Wirken
Stiefel konzentriert sich seit 1980 auf seine Arbeit als Pianist und Komponist. Als Sideman bei verschiedenen Bands führt ihn die Formation Andreas Vollenweider & Friends ab 1984 während fünf Jahren zu grossen Konzerttourneen in die USA, nach Kanada, Europa, Brasilien, Japan und Australien.
Nach früheren eigenen Projekten formiert er 1990 sein eigenes Jazz Trio/Quartet, mit dem er bisher sieben Alben produziert und viele Konzerte in Europa in verschiedenen Besetzungen gegeben hat (u. a. mit Peter Erskine, Charlie Mariano, Michel Benita, Heiri Känzig, Jeff Hirshfield, Dieter Ilg, Roberto Gatto, Joël Allouche, Matthieu Michel, Nat Su, Marcel Papaux, Thomas Lähns oder Lisette Spinnler). Ab 1995 verfolgt er vor allem die Weiterentwicklung seines Konzepts der Isorhythmen. Ab 2005 erweitert er dieses mit einem Soloprojekt: „Isorhythms for Solo Piano“ (piano & electronics).
1997 erhielt Stiefel von der Schweizer Kulturstiftung Pro Helvetia einen Kompositionsauftrag zugesprochen, für das Zürcher Kammerorchester ein Konzert für Klavier, zwei Schlagzeuge und Streichorchester zu schreiben. Die Uraufführung fand am 10. Juli 1998 statt. Daneben komponiert, arrangiert und produziert er Musik für Werbung, Hörspiele und Filme, wie Vollenweider – Die Geschichte eines Mörders. Stiefel war Teilnehmer am Jazz Piano Festival 2011 in Prag, das vom tschechischen Rundfunk aufgezeichnet und europaweit den Rundfunkanstalten zugänglich gemacht wurde.
Stiefel ist als Dozent an der Hochschule Luzern, Abteilung Jazz, tätig.

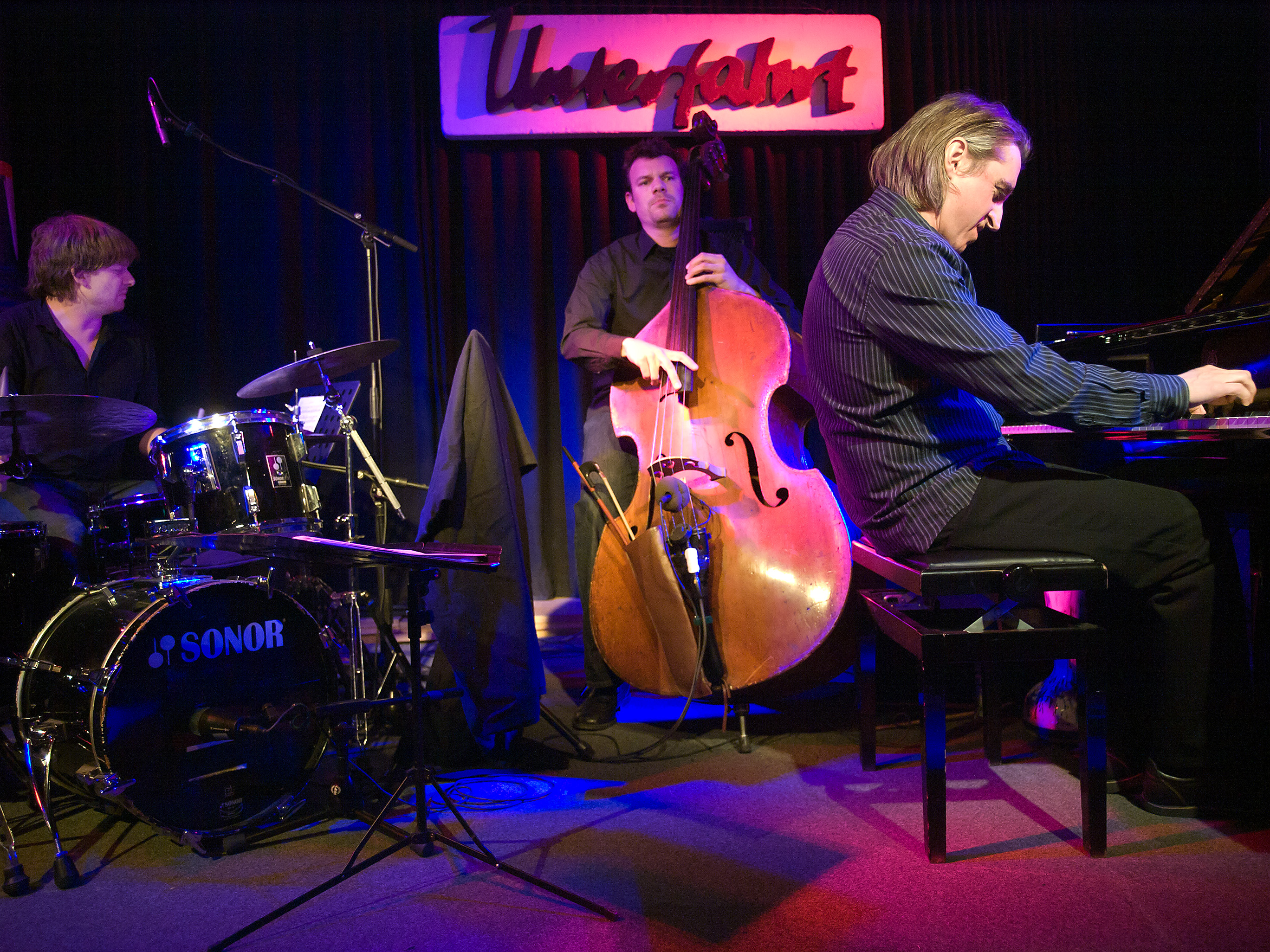
Christoph Stiefel Inner Language Trio (München 2011)

## Diskographische Hinweise
- A Silent Perspective – Christoph Stiefel Solo Piano (Biber Records, 1991)
- Christoph Stiefel Ancient Longings (Jazzline Records, 1995), mit Charlie Mariano, Peter Erskine und Dieter Ilg
- Christoph Stiefel & Fabio Freire Limmazonas (RecRec, 2000)
- Christoph Stiefel Trio Dream of the Camel (Enja Records, 2001)
- Isorhythms for Solo Piano – Christoph Stiefel (Pangani Records-RecRec, 2005)
- Christoph Stiefel Inner Language TrioFortuna's Smile (Neuklang Records, 2010)
- Christoph Stiefel Inner Language Trio Big Ship (Basho, 2014), mit Arne Huber, Kevin Chesham
- Christoph Stiefel Septett Rhythm-a-tized (Challenge, 2016), mit Sarah Buechi, Bastian Stein, Domenic Landolf, Adrian Mears, Arne Huber, Kevin Chesham
- Karl Seglem & Christoph Stiefel Group Hopp (and Smile!)/Monsterjazz (Challenge, 2018), mit Julie Hjetland Jensen, Trygve Waldemar Fiske und Kåre Opheim
- Christoph Stiefel Inner Language Trio Chutes and Ladders (nWog, 2021), mit Lukas Traxel, Tobias Backhaus[2]